# Сурри
Сурри — царь неохеттского государства Паттина второй половины IX века до н. э.
В IX веке до н. э. неохеттское государство Паттина подчинилось ассирийскому царю Салманасару III. Салманасар III провозгласил царём Лубарну II. В 831 году до н. э. (К. Янгер, К. Марек и П. Фрей указывают 829 год до н. э.) Лубарна II был свергнут и, видимо, убит — вероятно, антиассирийской группировкой, возведшей на престол Сурри. Его происхождение неизвестно. В ассирийских источниках Сурри именуется не имеющим прав на трон, то есть он не принадлежал к правящей династии. Салманасар III незамедлительно направил для наведения порядка армию, возглавляемую военачальником Даян-Ашшуром. Как отметили авторы «Кембриджской истории древнего мира», Салманассар III считал несомненным необходимость наказать за неповиновение его власти. Т. Р. Брайс подчеркнул, что Паттина вследствие своего географического расположения (граничила с Оронтом недалеко от его устья) имела важное стратегическое значение, и господство над этим государством означал контроль над всем побережьем Леванта. Поддержка Паттине от других государств оказана не была. По замечанию Ю. Б. Циркина, Сурри был казнён. Ш. Йамада считал, что он был убит сторонниками Ассирии. По предположению же Брайса, Сурри, видимо, покончил самоубийством, и Даян-Ашшур не стал подвергать Паттину разграблению, а ограничился показательными казнями родственников и приверженцев Сурри и взиманием большой дани. Новым царём стал Саси из Куруссы, видимо, возглавлявший проассирийскую партию и не имевший, согласно указаниям исторических источников отношения к прежнему царскому роду, а взошедший на престол Патины как ассирийский ставленник.